# James McCartney
James Louis McCartney (Londres, Inglaterra, 12 de septiembre de 1977) es un músico, compositor, filántropo y productor británico-estadounidense. Lanzó su primer EP, Available Light, el 21 de septiembre de 2010.

## Familia y vida personal
McCartney nació en Londres. Fue bautizado como su abuelo paterno, Jim McCartney y su padre (cuyo nombre completo es James Paul McCartney), y Louise por la madre difunta de su madre, Linda, heredera de Louis Eastman Linder. Pasó los primeros dos años y medio de su vida viajando junto con sus hermanas mayores (su media hermana Heather que fue legalmente adoptada por Paul McCartney, y sus hermanas  Mary y Stella McCartney) y sus padres, que estaban en la exitosa banda de rock, Wings. Después que la banda se separó en 1980, el matrimonio McCartney se estableció con sus hijos, que asistieron a la secundaria pública del estado, el Thomas Peacocke Community College en Rye, East Sussex. En 1989, McCartney, junto con sus hermanas mayores Mary y Stella, de nuevo se unió a sus padres en su gira mundial. Continuó su educación con un tutor en el camino.
En 1993, celebrando su cumpleaños número dieciséis, McCartney y sus amigos salieron a nadar en el mar. Cuando el tiempo comenzó a empeorar, las corrientes de agua se lo llevaron. Paul, Linda, y Stella acudieron al lugar, angustiados e impotentes. Por suerte, James llegó hasta la orilla sin peligro.
El 17 de abril de 1998, en Tucson, Arizona, James McCartney, junto con su padre y sus hermanas, estaba al lado de su madre cuando ella murió de cáncer de mama, que se le había diagnosticado en 1995. Ese mismo año, McCartney se graduó de Bexhill College, cerca de su casa de East Sussex, donde prosiguió sus estudios de arte.
James se dedica a su familia y se volvió conocido cuando apareció con su hermana Stella en un desfile de moda en 1999 organizado por ella misma, el mismo fue el primer evento después de la muerte de su madre.
Al igual que su media hermana mayor, Heather McCartney, James se esfuerza por mantener su vida privada, a diferencia de Stella que es una afamada diseñadora de modas, y su hermana Mary, que ha destacado como fotógrafa. McCartney también tiene una media hermana mucho más joven, Beatrice McCartney, nacida en 2003, producto del matrimonio su padre y Heather Mills.

## Carrera
Toca guitarra y batería, incluso co-escribió algunas canciones en algunos de los álbumes en solitario de su padre, incluyendo Flaming Pie (1997) y Driving Rain (2001). Flaming Pie tiene un solo de guitarra eléctrica en la canción «Heaven on a Sunday» realizado por él y en Driving Rain, él coescribió las canciones «Spinning on An Axis» y «Back In The Sunshine Again» con su padre, y tocaba la percusión en la pista antigua y la guitarra en el segundo.
En 2005, fue visto acompañando a su padre durante su gira por América.
James McCartney hizo su debut en los EE.UU el 14 de noviembre 2009 en el Fairfield Arte & Convention Center, durante el fin de semana para la Paz Mundial y Meditación en Fairfield, Iowa.
En 2010 lanzó su primer EP como solista «Available Light» el cual grabó con la ayuda de su padre.

## Available Light
Available Light es el primer lanzamiento oficial de James McCartney como intérprete y compositor. Dicho EP incluye cuatro canciones originales compuestas por James así como un cover del clásico de Neil Young «Old Man». Además de haber compuesto las canciones, James toca la guitarra eléctrica y acústica, la mandolina, el piano y el bajo en dichas grabaciones. El EP fue producido por David Kahne y Paul McCartney y se grabó en Sussex, Londres y Nueva York el año anterior. James ha dicho que «la música se inspiró en los Beatles, Nirvana, the Cure, PJ Harvey, Radiohead, y toda la buena música. Básicamente es rock & roll, un sonido limpio y voces. Las letras del álbum hacen referencia a la espiritualidad, el amor, la familia, el tratar de descubrir la vida, y muchas otras cosas».
James seleccionó algunas canciones de «Available Light» en su primer tour por el Reino Unido en febrero y marzo de 2010.